# Hypotacha idecisa
Hypotacha idecisa är en fjärilsart som beskrevs av Walker 1857. Hypotacha idecisa ingår i släktet Hypotacha och familjen nattflyn. Inga underarter finns listade i Catalogue of Life.